# Myiodactylus lyriformis
Myiodactylus lyriformis là một loài côn trùng trong họ Nymphidae thuộc bộ Neuroptera. Loài này được New miêu tả năm 1988.